# Аллея МиГов

Карта, демонстрирующая местоположение
«Аллеи МиГов»

«Аллея МиГов» (англ. MiG Alley) — название, данное американскими пилотами северо-западной части Северной Кореи вдоль южного берега реки Ялуцзян, которое контролировали советские лётчики. Во время Корейской войны этот район стал местом многочисленных воздушных схваток между новейшими американскими и советскими реактивными истребителями F-86 и МиГ-15. «Аллею МиГов» считают местом первых воздушных боёв между реактивными истребителями.

## Начало войны
Северокорейские войска начали наступление против Южной Кореи 25 июня 1950 года. На тот момент в распоряжении КНДР были устаревшие поршневые самолёты советского производства времён Второй Мировой войны, которыми управляли неопытные корейские и китайские лётчики. Эти силы не могли противостоять американской авиации и вскоре были почти полностью уничтожены.
В течение нескольких месяцев превосходство в воздухе американской авиации было полным. Новые реактивные истребители F-80 «Shooting Star» и F-84 «Thunderjet» с прямым крылом, а также бомбардировщики B-29 «Superfortress» и палубная авиация ВМС США («Grumman F9F Panther», «Panthercat») хозяйничали в небе Кореи, в то время как северокорейцы и их советские и китайские союзники согласовывали совместный курс противодействия коалиционным войскам. К октябрю 1950 года Советский Союз согласился отправить на фронт войны свои новейшие истребители — реактивные МиГ-15, а также свой технический персонал и лётчиков. Наряду с этим было решено направить советских специалистов и инструкторов для обучения корейских и китайских пилотов.

## Появление МиГов в Корее
В течение многих лет в СССР сведения об участии советских лётчиков в Корейской войне были покрыты завесой секретности. Однако в конце 1980-х годов начала появляться информация об участии советских лётчиков в этом конфликте. Так в боевых действиях в Корее принимали участие советский 64-й отдельный истребительный авиакорпус, состоящий из полков ВВС, ПВО и Тихоокеанского флота, и Объединённая китайско-корейская воздушная армия (ОВА). Базирование осуществлялось на аэродромах Аньдун, Мяочоу, Дапу, Дагушань.
Немалые сложности возникали и из-за необходимости соблюдать режим секретности, поскольку советское командование принимало все меры к тому, чтобы скрыть участие советских ВВС в Корейской войне и не дать США доказательств, что истребители советского производства (МиГ-15) пилотируют советские лётчики. С этой целью самолёты МиГ-15 имели опознавательные знаки китайских или северокорейских ВВС, запрещалось действовать над Жёлтым морем и преследовать самолёты противника южнее линии Пхеньян — Вонсан. Радиосвязь предписывалось поддерживать на корейском языке, для чего лётчикам выдали сборники с общими корейскими словами на кириллице. Эти ухищрения в воздушном бою приносили массу неудобств, и пилоты вскоре стали вести радиообмен на родном русском языке.
Советские полки МиГ-15 базировались на территории Китая, в Маньчжурии, куда запрещалось залетать американской авиации. Воздушные бои велись в основном вблизи морского побережья. Попав в невыгодную для себя ситуацию, американские самолёты быстро уходили в сторону моря и оттуда, выбрав удобный момент и заняв необходимую высоту, снова могли вступать в бой или без помех ретироваться. Однако аэродром Аньдун, несмотря на специальное решение ООН, запрещавшее пересекать границу КНР, постоянно находился под воздействием истребителей США, которые атаковали советские самолёты при взлёте и посадке.

## МиГ-15 против F-86

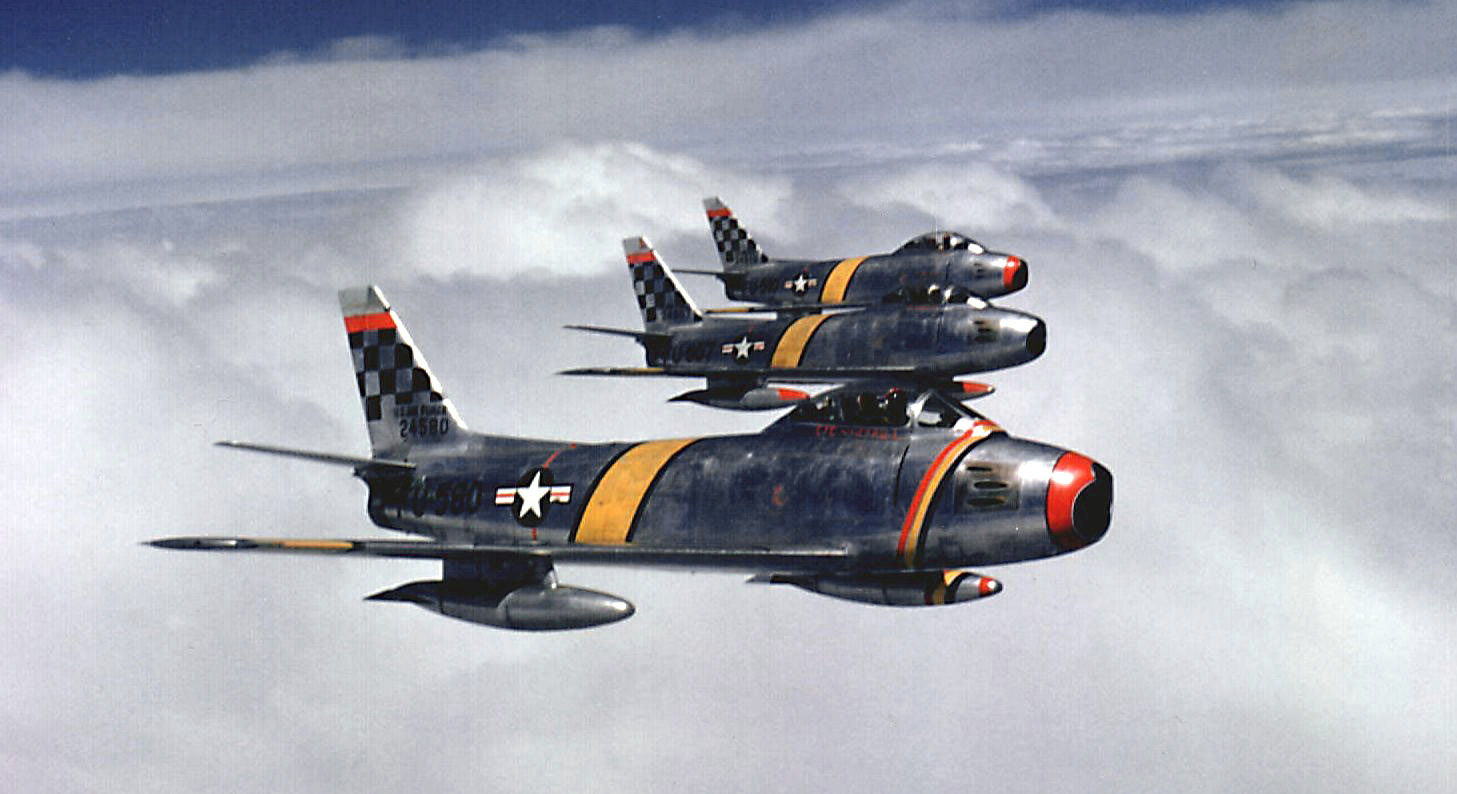
Истребители F-86 в небе Кореи, 1953 год

Основной задачей МиГ-15 в начале войны стал перехват  стратегических бомбардировщиков B-29. МиГ-15 предписывалось, используя преимущество в высотах полёта и скорости, действовать большим количеством пар истребителей, на большой скорости «прорезать» боевые порядки истребителей сопровождения F-80 и F-84 и атаковать непосредственно В-29. Применение такой тактики приносило успех и к концу ноября 1950 боевая эффективность бомбардировочной авиации снизилась. Перед командованием ВВС США на Дальнем Востоке встала проблема надёжной защиты бомбардировщиков В-29 и В-26 при ударах по стратегическим объектам в районе реки Ялуцзян.
В декабре 1950 года у «МиГов» появился противник равного класса: из США в Корею, через Японию, было переброшено 4-е крыло истребителей-перехватчиков (4th Fighter-Interceptor Wing, 4th F-IW), укомплектованное истребителями F-86А Сейбр. 17 декабря они впервые сбили советский МиГ-15. Первые воздушные схватки выявили уязвимые места в применении новых истребителей-перехватчиков. Например, F-86, вылетая с аэродромов Южной Кореи, должны были преодолеть значительное расстояние до прибытия в район вероятной встречи с «МиГами». Чтобы продлить время патрулирования в «Аллее МиГов», «Сейбры» вынуждены были действовать на наиболее экономичных скоростях. Это затрудняло своевременный набор высоты и скорости для атаки при появлении «МиГов», что ставило их в явно невыгодные условия..

## МиГ-15 против B-29

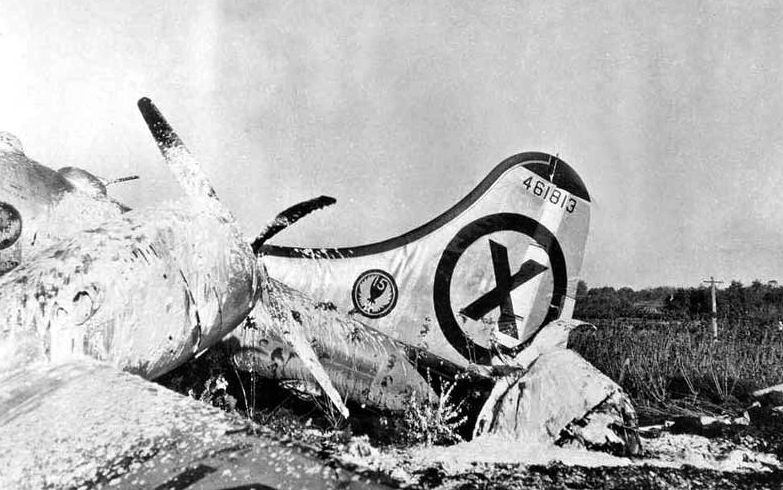
Обломки B-29, сбитого 9 ноября 1950 года советскими МиГ-15

12 апреля 1951 года в небе Кореи произошло событие, вошедшее в историю Америки как «Чёрный четверг»: меньше чем за 10 минут ВВС США потеряли 5 самолётов — 3 тяжёлых бомбардировщика и 2 истребителя, ещё 2 или 7 тяжёлых бомбардировщиков было списано после возвращения на базу. По неким данным, около 120 человек личного состава попали в плен, по данным командира советской авиадивизии Ивана Кожедуба, северокорейцы сообщили о взятии в плен экипажей трёх B-29 (экипаж B-29 насчитывал 11 человек). Атаковавшие их советские истребители вернулись на базу без потерь.
30 октября 21 «Суперфортресс» в сопровождении почти 200 истребителей различных типов были атакованы сорока четырьмя МиГ-15 (по другим данным, последний налёт бомбардировщики B-29 совершили 28 октября 1951 года). В результате боя советские лётчики сбили от нуля до двенадцати В-29 и 0-4 F-84. Кроме того, многие «Крепости» получили повреждения — практически каждый вернувшийся экипаж привёз убитых или раненых. Американцам удалось сбить всего один МиГ-15, или не удалось сбить ничего..
В историю ВВС США этот день вошёл как «Чёрный вторник». После него трое суток ни один американский самолёт не появлялся в зоне действия МиГов (по другим данным, уже 1 ноября в зоне действия МиГов появилась группа из 14 F-84).
Лишь через месяц три В-29, прикрываемые «Сейбрами», попытались вновь совершить налёт в дневное время на переправы через реку Ялуцзян. Однако МиГи сбили все три машины. По другим данным, после 27 октября 1951 МиГи не сбивали B-29 до середины 1952 года.

## Итоги

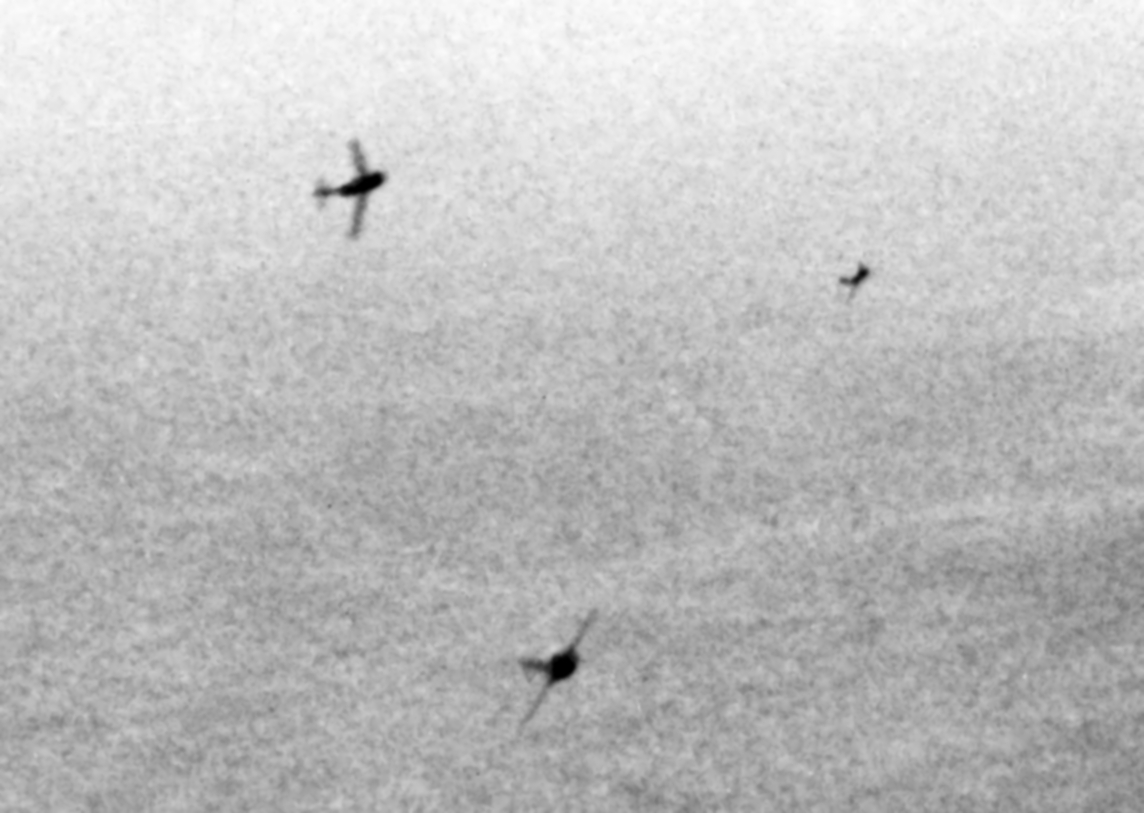
Истребители МиГ-15 атакуют бомбардировщик B-29, 1951 год

В воздушных боях над «Аллеей МиГов» появилось множество советских и американских лётчик-асов. Рекордсменом Корейской войны со стороны Советского Союза стал Николай Сутягин, лично сбивший 21 самолёт. На его счету 15 F-86, 2 F-80, 2 F-84 и 2 реактивных «Глостер-Метеор». 
Также, полковник Евгений Пепеляев победил в 20 воздушных боях.
Американская сторона заявляла о том, что «Сейбрами» было сбито 792 МиГов и 108 других самолётов, при потере всего 78 F-86. Следует уточнить что официальное число потерь – 78 основано на оценке количества потерянных непосредственно от огня истребителей, потери по израсходованию топлива или воздушного манёвра в воздушных боях она не учитывает, а также имелись «Сейбры» сбитые неизвестно чем и пропавшие без вести. Всего американцами была признана потеря в войне 250 «Сейбров» по всем причинам, в том числе небоевым. Потери в воздушных боях других американских самолётов неизвестны. Например, американские данные незначительно путаются друг с другом в количестве потерянных самолётов, из не менее чем 86 потерянных B-29 в ходе войны, по одним американским данным B-29 в воздушных боях было потеряно 16 самолётов, однако согласно официальным американским данным в воздушных боях непосредственно от огня «МиГов» было потеряно 17 B-29, ещё десятки признанных США потерь теоретически могли включать действия советских «МиГов», в том числе «пропавшие без вести», «сбитые неизвестно чем» и потерянные по «непонятной причине».
Советская же сторона заявляла о 1106 воздушных победах и 335 «МиГах» потерянных по всем причинам в боевых и небоевых вылетах.
В книге «Аллея МиГов», изданной в США в 1970 году, умалчивается, например, о подвигах Сутягина, а первым в истории реактивным асом называется капитан Джеймс Джабара, на счету которого 15 воздушных побед (впрочем, и в Советском Союзе подробности участия советской авиации в Корейской войне долгое время скрывались от широкой публики).

## В культуре
На основе воздушных боёв в «Аллее МиГов» было выпущено множество компьютерных видеоигр:
- MiG Alley Ace, выпущена MicroProse в 1985 году.
- «Асы Сейбров, конфликт в Корее: 25 июня 1950-27 июля 1953 года»[уточнить]
- «Аллея МиГов»[уточнить], 1999 год
- «Сейбры против МиГов»[уточнить]
- «Корейский боевой лётчик»[уточнить]
- «Красная звезда»[уточнить]
- Tom Clancy’s H.A.W.X.: приложение под названием «Аллея МиГов» добавляет МиГ-15 и F-86 в игровой контент.
- «Ил-2 Штурмовик»: патч HSFX добавляет в игру корейский конфликт.
- War Thunder: в игре присутствует как Миг-15, Сейбр, B-29, так и корейская локация.
- DCS World: один из самых достоверных авиасимуляторов, имеет максимально проработанные модули Миг-15бис и F-86F, но без корейской карты.

Часть Музея польской авиации, где представлена советская авиация, называют «Аллеей МиГов».